# Патриарший экзархат Турции
Патриарший экзархат Турции (лат. Constantinopolitanus) — экзархат Сирийской католической церкви с центром в городе Стамбул, Турция. Апостольский экзархат Турции объединяет верующих Сирийской католической церкви, проживающих на территории всей Турции. Кафедральным собором патриаршего экзархата Турции является церковь Пресвятой Девы Марии в городе Стамбул. В настоящее время экзархом является Юсуф Са.

## История
В 1908 году Святой Престол учредил патриарший викариат Турции для верующих Сирийской католической церкви.

## Ординарии экзархата
- вакансия;
- Юсуф Са (1985 — по настоящее время) — патриарший экзарх.

## Источник
- Annuario Pontificio, Libreria Editrice Vaticana, Città del Vaticano, 2003, стр. 958, ISBN 88-209-7422-3